# Josef Kolář (spisovatel)
Josef Kolář (21. dubna 1905, Louny – 3. března 1983, Praha) byl český spisovatel, novinář a pracovník Československého rozhlasu. Proslavil se především knihou pro děti Z deníku kocoura Modroočka.

## Život
Narodil se v Lounech, kde v roce 1924 maturoval na místní reálce. Poté vystudoval biologii a zeměpis na Přírodovědecké fakultě Univerzity Karlovy v Praze.
Po studiích odešel na Ostravsko, kde učil na střední škole a zároveň začal spolupracovat s ostravskou pobočkou Československého rozhlasu. Po druhé světové válce, roku 1945, se stal rozhlasovým redaktorem na plný úvazek, pracoval především v redakci vysílání pro děti a mládež (pořady Pionýrská beseda, Sovětští pionýři naším příkladem ad.). V rychlém vzestupu mu pak pomohla silná komunistická orientace, které se držel do konce života. V letech 1963–1965 byl uměleckým ředitelem Československého rozhlasu.

## Dílo
Napsal několik knih – Němé tváře (1944), Podivuhodná setkání (1955), ale žádná se nevyrovnala v popularitě dětské knížce Z deníku kocoura Modroočka, která prvně vyšla roku 1965. Pojednává o kocourkovi, který si píše tajně deník, který drápe do starého koberce a humorně v něm líčí svůj pohled na svého pána a vůbec svět lidí. I tato knížka má kořeny v rozhlase, základem se stalo několik dílů pohádkového cyklu Hajaja, které Josef Kolář připravil. K popularitě knihy přispěly i ilustrace Heleny Zmatlíkové, které byly již v prvním vydání, a které s knihou zůstaly spjaty ve většině vydání příštích. Kniha byla převedena i do podoby stejnojmenného televizního animovaného seriálu.

## Oblíbenost
V roce 2009 se v anketě České televize Kniha mého srdce, která hledala nejoblíbenější knižní dílo českých čtenářů, umístila kniha Z deníku kocoura Modroočka na 55. místě.